# Plectris vilis
Plectris vilis är en skalbaggsart som beskrevs av Hermann Burmeister 1855. Plectris vilis ingår i släktet Plectris och familjen Melolonthidae. Inga underarter finns listade i Catalogue of Life.